# Držkov
Držkov (deutsch Drschke) ist eine Gemeinde im Okres Jablonec nad Nisou und gehört zur Region Liberec. Sie ist Teil der Mikroregion Železnobrodsko.

## Geographie
Er befindet sich an der Bahnstrecke Železný Brod–Tanvald, etwa 10 km nördlich von Železný Brod. Držkov liegt auf einem Plateau, das von Hügeln umsäumt ist. Deren höchster, Černá studnice (Schwarzbrunn), ist 869 m hoch. Am Ende des Ortes fällt das Gelände steil ab zum Tal der Kamenice (Kamnitz), einem rechten Nebenfluss der Jizera (Iser).

## Geschichte
Woher der Name des Dorfes stammt, der früher auch als Dryzkow, Drzkow, Držkow, Zdržkow, Trschkow oder Drschkow geschrieben wurde, lässt sich nicht nachweisen. Vermutlich entstand er aus dem Familiennamen Držislav. Bewohnt war der Ort schon im 10. Jahrhundert, vor allem von heidnischen Slawen des Stammes der Chorwaten. Aus archäologischen Untersuchungen von Gräbern kann geschlossen werden, dass hier zu dieser Zeit etwa 60 Menschen lebten. Die erste schriftliche Erwähnung stammt aus dem Jahr 1352 (Bau der Holzkirche des Ordens Cyriak). Der Ort wurde oberhalb der Burg Návarov zur Zeiten der Herren von Železnice erbaut. Es sollte nach Vorstellungen der Herren ein wichtiges Handelszentrum der Region werden.
Die ersten Siedler waren Bauern und vermutlich auch Bergbauarbeiter, die hier Eisenerz förderten. Später wurden Baumwollwebereien, Ziegelwerk, Kalk- und Granitblockbrüche betrieben.
Nach einer wechselvollen Geschichte während des 15. Jahrhunderts kam Držkov zur Herrschaft Navarov (Nawarow), später zu Wallenstein, Wartenberg, Hasenburg und Smiřický. Nach der Schlacht am Weißen Berg im Jahre 1620 kam Držkov zur Herrschaft Albrecht von Wallensteins und ging danach an die Witwe des Generals Lamotte.
1669 ließ die Eigentümerin der Herrschaft Marie Angela von Nunkl die Kirche des Hl. Bartholomäus (tschechisch sv. Bartoloměje) erbauen. Aus Steinen der niedergerissenen Burg Navarov erbaute sie dicht daneben ein Schloss. Die Nachkommen der Lamotte, Mitglieder der Familie Ehrenberger, behielten die Herrschaft Navarov bis ins 19. Jahrhundert. Schließlich kaufte Dr. jur. Vaníček das Schloss und die zugehörige Liegenschaft. Heute ist das Schloss im Besitz seiner Nachkommen. Ende des 19. Jahrhunderts hatte die Gemeinde 115 Häuser und etwa 1000 Einwohner.
Nach dem Ersten Weltkrieg kehrten die Bewohner zum Glasgewerbe zurück. Im Ort arbeiteten neun Schleifereien. Während der Besatzungszeit führte Antonín Lejsek die Herstellung de geschliffenen Glases und Kunstglases ein.
Im Protektorat Böhmen und Mähren war Držkov Grenzgemeinde. Der Nachbarort Plavy (Plaw) gehörte bereits zum Großdeutschen Reich. Dadurch wurde Držkov zum Zufluchtsort für vertriebene Tschechen aus dem deutschen Umland. Kurz nach dem Zweiten Weltkrieg kehrten diese Flüchtlinge nach Hause zurück. Gleichzeitig zogen einige langjährige Einwohner von Držkov weg.
Držkov war bekannt durch seine Musikkapellen, sogenannten Harmonien. Es waren Vereinigungen von Musikern, die vor allem in Polen, Litauen und in der Ukraine spielten. Sie wurden „Bohemici“ genannt und wurden vor allem vom Adel und Zirkusbetrieben engagiert. Die Kapellen waren unterschiedlich stark besetzt, vor allem durch Männer. Hauptsächlich wurden Geigen, Klarinetten, Kontrabass und Trompeten eingesetzt; das Repertoire bestand aus Mazurkas, Polkas und Walzern.
Der Ort war neben Zásada der größte und bedeutendste Ort im ehemaligen Bezirk Železný Brod (Eisenbrod).
Der größte Teil des Ortes besteht aus Einfamilienhäusern. Aufgrund seiner Lage ist er ein beliebter Ausgangsort für touristische Aktionen.

## Söhne und Töchter der Gemeinde
- Josef Prousek, (* 1883), Konditormeister in Wien (Aïda-Konditoreien)